# Greta Keller
Greta Keller-Bacon, nombre artístico de Margaretha Keller (Viena, 8 de febrero de 1903-ibídem, 11 de noviembre de 1977), fue una cantante y actriz austriaca que triunfó en Alemania y Estados Unidos. Cantó en alemán, francés e inglés combinando el estilo alemán con el estadounidense con su grave voz de mezzosoprano.

## Biografía
Nació en Viena, debutó en teatro en Pavillon, junto a Peter Lorre y apareciendo junto a Marlene Dietrich en Broadway . El gran director de teatro Max Reinhardt decía "su voz es de aquellas que sólo Dios puede destruir".
En 1929 fue contratada para grabar discos en Praga y luego Berlín, donde se consagró. Fue apodada The Great Lady Of Chanson.
Abandonó Alemania hacia 1938 y durante la Segunda Guerra Mundial residió en Nueva York. En Hollywood se casó con David Bacon, actor hijo del gobernador de Massahussets, Gaspar Bacon, un asociado de J.P. Morgan, y posteriormente secretario de estado para Theodore Roosevelt. Bacon fue asesinado en 1943 - era protegido de Howard Hughes.
El canto la llevó a París sin perder nunca su acento vienés con un estilo semejante a la berlinesa Marlene Dietrich y a Nueva York, al club del Waldorf-Astoria Hotel durante 1960-62 en números de Paul Anka, Noel Coward y Jacques Brel y en el Palace-Hotel de Saint Moritz durante una década.
Desde 1973 a 1977 vivió con Wolfgang Nebmaier.

## Filmografía selecta
- Der Mann, der seinen Mörder sucht,  (1931)
- Das Lied vom Leben, (1931)
- Melodie der Liebe (1932)[3]
- Der Abenteurer von Paris, (1936)[4]
- Reunion in France (1942)
- Ein Herz spielt falsch, (1953)
- Blaue Stunde (1967)
- Cabaret (1972) su voz se escucha cantando "Heiraten".